# Çıldır
Çıldır (turecky Çıldır Gölü) je jezero v Turecku, provinciích v Ardahan a Kars. Nachází se v Karské vysočině na Arménské náhorní plošině v mezihorské kotlině. Je hrazeno lávovými potoky. Má rozlohu 115 km². Dosahuje maximální hloubky 42 m. Leží v nadmořské výšce 1959 m.

## Vodní režim
Z jezera odtéká řeka Kars (povodí Araksu).

## Vlastnosti vody
V zimě zamrzá.